# Třída Waspada
Třída Waspada je třída raketových člunů brunejského královského námořnictva. Celkem byly postaveny tři jednotky této třídy. Dva čluny byly po vyřazení darovány Indonésii a mají sloužit primárně k výcviku.

## Stavba
Tři jednotky této třídy byly postaveny singapurskou pobočkou loděnice Vosper Thornycroft. Do služby byly přijaty v letech 1977-1979.
Jednotky třídy Waspada:
| Jméno        | Spuštěna | Vstup do služby | Status                                                                |
| ------------ | -------- | --------------- | --------------------------------------------------------------------- |
| Waspada (02) | 1977     |                 | vyřazen 15. dubna 2011, prodán Indonésii jako Salawaku (841), aktivní |
| Pejuang (03) |          |                 | vyřazen 15. dubna 2011, prodán Indonésii jako Badau (842), aktivní    |
| Seteria (04) |          |                 | aktivní                                                               |

## Konstrukce

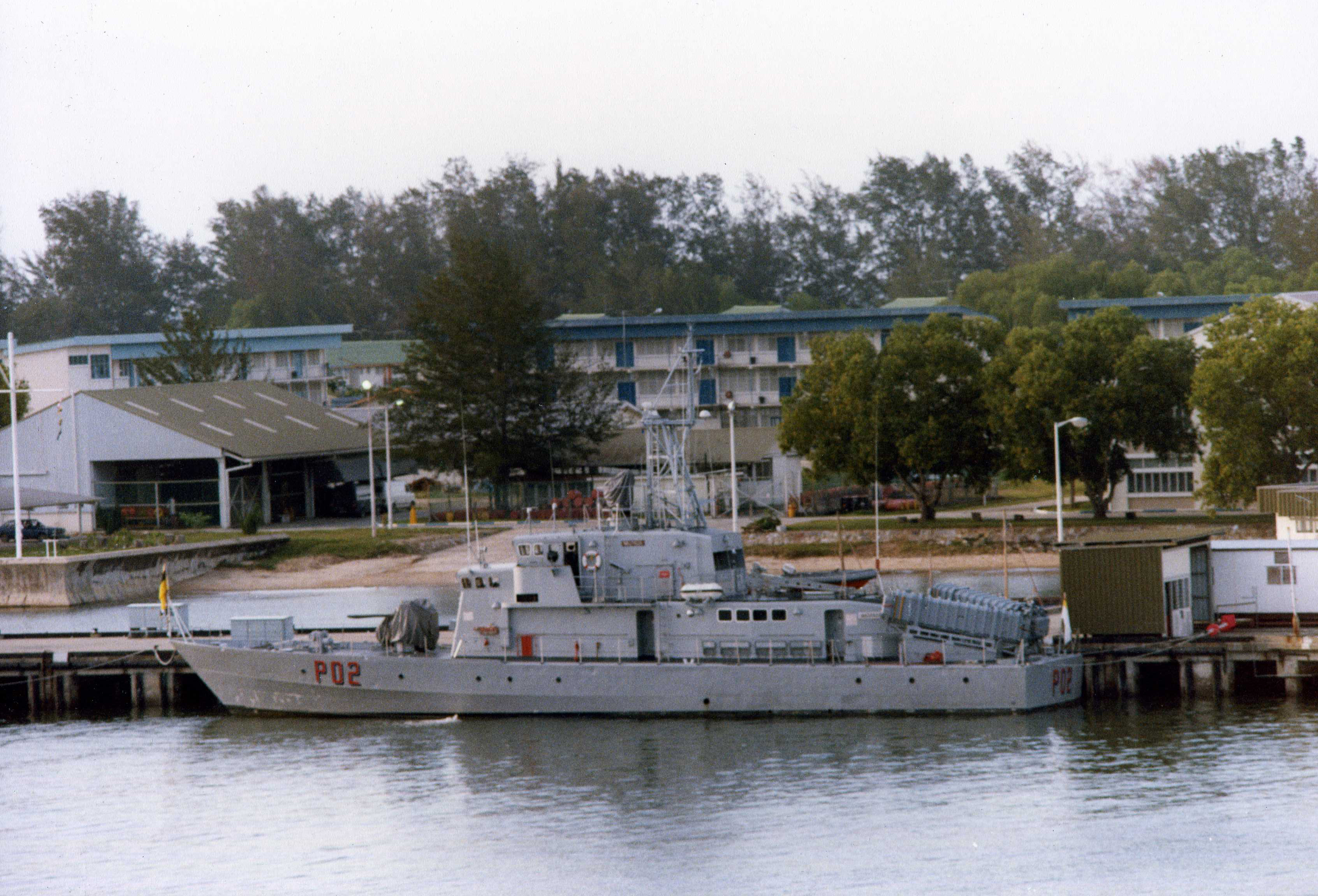
Brunejský raketový člun Waspada (P02)

Výzbroj plavidel se skládá z 30mm dvoukanónu BMARC-Oerlikon GCM-BO1, dvou 7,62mm kulometů a dvou protilodních střel MM.38 Exocet. Pohonný systém tvoří dva diesely MTU 20V 538 TB91 o výkonu 5720 kW, pohánějící dva lodní šrouby. Nejvyšší rychlost dosahuje 30 uzlů. Dosah je 1200 námořních mil při rychlosti 14 uzlů.
Během modernizace v letech 1998–2000 byl instalován navigační radar Kelvin Hughes Type 1007 (nahradil dosavadní radar Decca TM 616) a optoelektronický zaměřovač Radamec 2005.